# Prix littéraires 1963
Liste des prix littéraires décernés au cours de l'année 1963 :

## Prix internationaux
- Prix Nobel de littérature : Georges Séféris ( Grèce)[1]
- Grand prix de littérature du Conseil nordique : Väinö Linna pour Ici, sous l'Étoile polaire[2],[3]
- Grand prix littéraire d'Afrique noire : Jean Ikellé-Matiba (Cameroun) pour Cette Afrique-là[4]

## Allemagne
- Prix Georg-Büchner : Hans Magnus Enzensberger[5]

## Belgique
- Prix Victor-Rossel : Charles Bertin pour Le Bel Âge

## Canada
- Prix du Gouverneur général :
  - Catégorie « Romans et nouvelles de langue anglaise » : Hugh Garner pour Hugh Garner's Best Stories
  - Catégorie « Romans et nouvelles de langue française » : non décerné
  - Catégorie « Poésie ou théâtre de langue anglaise » : non décerné
  - Catégorie « Poésie ou théâtre de langue française » : Gatien Lapointe pour Ode au Saint-Laurent
  - Catégorie « Études et essais de langue anglaise » : J. M. S. Careless pour Brown of the Globe
  - Catégorie « Études et essais de langue française » : Gustave Lanctot pour Histoire du Canada

## Chili
- Prix national de Littérature : Benjamín Subercaseaux (1902-1973)

## Corée du Sud
- Prix de littérature contemporaine (Hyundae Munhak) :
  - Catégorie « Poésie » : Park Bongu pour 四月의 火曜日
  - Catégorie « Roman » : Kwon Taeung pour 假主人散調

## Espagne
- Prix Nadal : Manuel Mejía Vallejo, pour El día señalado
- Prix Planeta : Luis Romero, pour El cacique
- Prix national de Narration : Salvador García de Pruneda (es), pour La encrucijada de Carabanchel
- Prix national de poésie : Eladio Cabañero (es), pour Marisa Sabia y otros poemas
- Prix Adonáis de Poésie : Félix Grande, pour Las piedras

## États-Unis
- National Book Award : 
  - Catégorie « Fiction » : J. F. Powers pour Morte d'Urban
  - Catégorie « Essais » : Leon Edel pour Henry James, vol. 2 et 3
  - Catégorie « Poésie » : William Stafford pour Traveling Through the Dark
- Prix Hugo :
  - Prix Hugo du meilleur roman : Le Maître du Haut Château (The Man in the High Castle) par Philip K. Dick
  - Prix Hugo de la meilleure nouvelle courte : Les Maîtres des dragons (The Dragon Masters) par Jack Vance
- Prix Pulitzer :
  - Catégorie « Fiction » : William Faulkner pour The Reivers (Les Larrons)
  - Catégorie « Biographie et Autobiographie » : Leon Edel pour Henry James
  - Catégorie « Essai » : Barbara W. Tuchman pour The Guns of August (Août 14)
  - Catégorie « Histoire » : Constance McLaughlin Green pour Washington, Village and Capital, 1800–1878
  - Catégorie « Poésie » : William Carlos Williams pour Pictures from Brueghel
  - Catégorie « Théâtre » : non décerné

## Finlande
- Prix Aleksis-Kivi : Matti Hälli
- Prix Kalevi-Jäntti : Harri Tapper pour Kirkonrakentajaveljekset
- Prix Eino-Leino : Paavo Haavikko
- Prix national de littérature : Paavo Haavikko pour Vuodet, Antti Hyry pour Junamatkan kuvaus, Tove Jansson pour Det osynliga barnet, Paavo Rintala pour Mummon ja Marskin tarinat, Pentti Saarikoski pour Mitä tapahtuu todella?
- Prix littéraire de la ville de Tampere : Elina Vaara pour Mimerkki, Danten Jumalaisen näytelmän suomennos,
- Prix Tollander : Oscar Parland
- Prix Rudolf-Koivu : Tapio Tapiovaara pour Lasten kultainen Kalevala IV de Aili Konttinen
- Prix Topelius : Esteri Vuorinen pour Kala-Keisarin porsas
- Prix Mikael-Agricola : Juha Mannerkorpi
- Médaille Anni-Swan : non décerné
- Prix d'écriture Juhana-Heikki-Erkko : Anja Angel

## France
- Prix Goncourt : Quand la mer se retire d'Armand Lanoux
- Prix Médicis : Un chat qui aboie de Gérard Jarlot
- Prix Renaudot : Le Procès-verbal de J. M. G. Le Clézio
- Prix Interallié : La Bête quaternaire de Renée Massip
- Grand prix du roman de l'Académie française : La Révolution de Robert Margerit
- Prix des libraires : Les Cartes du temps de José Cabanis
- Prix des Deux Magots : L'Enfant et le Harnais de Jean Gilbert
- Prix du Roman populiste : Chers Poisons de Jean-Marie Gerbault

## Italie
- Prix Strega : Natalia Ginzburg, Lessico famigliare (Einaudi)
- Prix Bagutta : Ottiero Ottieri, La linea gotica, (Bompiani)
- Prix Campiello : Primo Levi, La tregua
- Prix Napoli : non décerné
- Prix Viareggio :
  - Carlo Ludovico Ragghianti, Mondrian e l'arte del XX secolo
  - Antonio Delfini, Racconti
  - Sergio Solmi, Scrittori negli anni

## Monaco
- Prix Prince-Pierre-de-Monaco : Denis de Rougemont[6]

## Royaume-Uni
- Prix James Tait Black :
  - Fiction : Gerda Charles pour A Slanting Light
  - Biographie : Georgina Battiscombe pour John Keble: A Study in Limitations
- Prix WH Smith : Gabriel Fielding pour The Birthday King
- Prix John-Llewellyn-Rhys : Peter Marshall pour Two Lives
- Médaille Carnegie : Hester Burton (en) pour Time of Trial
- Prix Rose-Mary-Crawshay : Joan Bennett pour Sir Thomas Browne: His Life and Achievement
- Prix Somerset-Maugham : David Storey pour Flight Into Camden